# 羅拔士 (姓氏)
可以指以下人物：
- 喬治·埃文·羅勃茲（英语：George E. Roberts）
- 基斯·羅拔士 (電子遊戲開發)

|  | 本页或本分段罗列了姓氏为「Roberts」的人物。 如果是一个指代特定个人的内链将您引导到本页，請考慮修正該人物的名字以將链接指向正確的條目。 |